# Transifex
TransifexはWebベースの翻訳プラットフォームであり、ローカライズ管理システムとしても知られている。

## 概要
ソフトウェア、文書、Webサイトなど頻繁に更新されるコンテンツと技術的なプロジェクトを対象とし、開発者が使用するツールと統合することにより翻訳ワークフローを自動化している。
有料機能とオープンソースプロジェクト用の無料アカウント機能の両方をSaaSとして提供している。
サイト内では翻訳者が共同作業できるようにするために翻訳対象のファイルホスティングや、フィード、掲示板投稿、翻訳提案や投票などのソーシャル・ネットワーキング・サービスとしての機能が利用できる。
サイトはDjangoとPythonで構築されている。
Transifexはアテネで設立されたが、後に本社をシリコンバレーに移転させている。

## ワークフロー
利用者はプロジェクトを作成後、翻訳チームを作成するか管理者を指定する。
プロジェクト作成者か管理者がファイルをアップロードした時点で翻訳開始の準備が整い、 翻訳完了後に手動でダウンロードするか、クライアント側の機能を用いて出力できる。

## 利用例
Pinterest、Eventbrite、reddit、Django、Fedora、MeeGo、Creative Commons、Mercurial、Xfce、その他多くのオープンソースプロジェクトが含まれる。Yum、PackageKit、Midnight Commander等。